# AIAゴールドメダル
AIAゴールドメダルは、アメリカ建築家協会（AIA）から優れた建築家に対して与えられる賞。約100年に及ぶ歴史を持つ。理事会による最終的な投票によって受賞者が決定するが、4分の3以上の票を得る者がいなかった場合該当者なしとなる。過去に受賞者の出なかった年は約40回ほどある。

## 歴代受賞者
| 年     | 受賞者名                                            | 国籍                             |
| ------ | --------------------------------------------------- | -------------------------------- |
| 1907年 | アストン・ウェッブ                                  | イギリス                         |
| 1908年 | 該当者なし                                          | 該当者なし                       |
| 1909年 | チャールズ・フォレン・マッキム                      | アメリカ合衆国                   |
| 1910年 | 該当者なし                                          | 該当者なし                       |
| 1911年 | ジョージ・B・ポスト                                 | アメリカ合衆国                   |
| 1912年 | 該当者なし                                          | 該当者なし                       |
| 1913年 | 該当者なし                                          | 該当者なし                       |
| 1914年 | ジャン＝ルイ・パスカル                              | フランス共和国                   |
| 1915年 | 該当者なし                                          | 該当者なし                       |
| 1916年 | 該当者なし                                          | 該当者なし                       |
| 1917年 | 該当者なし                                          | 該当者なし                       |
| 1918年 | 該当者なし                                          | 該当者なし                       |
| 1919年 | 該当者なし                                          | 該当者なし                       |
| 1920年 | 該当者なし                                          | 該当者なし                       |
| 1921年 | 該当者なし                                          | 該当者なし                       |
| 1922年 | ヴィクトール・ラルー                                | フランス共和国                   |
| 1923年 | ヘンリー・ベーコン                                  | アメリカ合衆国                   |
| 1924年 | 該当者なし                                          | 該当者なし                       |
| 1925年 | エドウィン・ラッチェンス                            | イギリス                         |
| 1925年 | バートラム・グッドヒュー                            | アメリカ合衆国                   |
| 1926年 | 該当者なし                                          | 該当者なし                       |
| 1927年 | ハワード・ヴァン・ドーレン・ショー                  | アメリカ合衆国                   |
| 1928年 | 該当者なし                                          | 該当者なし                       |
| 1929年 | ミルトン・ベネット・メダリー                        | アメリカ合衆国                   |
| 1930年 | 該当者なし                                          | 該当者なし                       |
| 1931年 | 該当者なし                                          | 該当者なし                       |
| 1932年 | 該当者なし                                          | 該当者なし                       |
| 1933年 | ラグナル・エストベリ                                | スウェーデン                     |
| 1934年 | 該当者なし                                          | 該当者なし                       |
| 1935年 | 該当者なし                                          | 該当者なし                       |
| 1936年 | 該当者なし                                          | 該当者なし                       |
| 1937年 | 該当者なし                                          | 該当者なし                       |
| 1938年 | ポール・フィリップ・クレ                            | フランス共和国 アメリカ合衆国    |
| 1939年 | 該当者なし                                          | 該当者なし                       |
| 1940年 | 該当者なし                                          | 該当者なし                       |
| 1941年 | 該当者なし                                          | 該当者なし                       |
| 1942年 | 該当者なし                                          | 該当者なし                       |
| 1943年 | 該当者なし                                          | 該当者なし                       |
| 1944年 | ルイス・サリヴァン                                  | アメリカ合衆国                   |
| 1945年 | 該当者なし                                          | 該当者なし                       |
| 1946年 | 該当者なし                                          | 該当者なし                       |
| 1947年 | エリエル・サーリネン                                | フィンランド                     |
| 1948年 | チャールズ・ドナー・マギニス                        | アイルランド アメリカ合衆国      |
| 1949年 | フランク・ロイド・ライト                            | アメリカ合衆国                   |
| 1950年 | パトリック・アバークロンビー                        | イギリス                         |
| 1951年 | バーナード・メイベック                              | アメリカ合衆国                   |
| 1952年 | オーギュスト・ペレ                                  | フランス                         |
| 1953年 | ウィリアム・アダムス・デラノ                        | アメリカ合衆国                   |
| 1954年 | 該当者なし                                          | 該当者なし                       |
| 1955年 | ウィレム・デュドック                                | オランダ                         |
| 1956年 | クラレンス・スタイン                                | アメリカ合衆国                   |
| 1957年 | ラルフ・トーマス・ウォーカー                        | アメリカ合衆国                   |
| 1957年 | ルイス・スキッドモア                                | アメリカ合衆国                   |
| 1958年 | ジョン・ウェルボーン・ルート                        | アメリカ合衆国                   |
| 1959年 | ヴァルター・グロピウス                              | アメリカ合衆国                   |
| 1960年 | ルートヴィヒ・ミース・ファン・デル・ローエ          | アメリカ合衆国                   |
| 1961年 | ル・コルビュジエ                                    | スイス フランス                  |
| 1962年 | エーロ・サーリネン                                  | フィンランド · アメリカ合衆国    |
| 1963年 | アルヴァ・アールト                                  | フィンランド                     |
| 1964年 | ピエール・ルイージ・ネルヴィ                        | イタリア                         |
| 1965年 | 該当者なし                                          | 該当者なし                       |
| 1966年 | 丹下健三                                            | 日本                             |
| 1967年 | ウォーレス・ハリソン                                | アメリカ合衆国                   |
| 1968年 | マルセル・ブロイヤー                                | ハンガリー                       |
| 1969年 | ウィリアム・ウースター                              | アメリカ合衆国                   |
| 1970年 | バックミンスター・フラー                            | アメリカ合衆国                   |
| 1971年 | ルイス・I・カーン                                   | アメリカ合衆国                   |
| 1972年 | ピエトロ・ベルスキ                                  | イタリア                         |
| 1973年 | 該当者なし                                          | 該当者なし                       |
| 1974年 | 該当者なし                                          | 該当者なし                       |
| 1975年 | 該当者なし                                          | 該当者なし                       |
| 1976年 | 該当者なし                                          | 該当者なし                       |
| 1977年 | リチャード・ノイトラ                                | アメリカ合衆国                   |
| 1978年 | フィリップ・ジョンソン                              | アメリカ合衆国                   |
| 1979年 | イオ・ミン・ペイ                                    | アメリカ合衆国                   |
| 1980年 | 該当者なし                                          | 該当者なし                       |
| 1981年 | ホセ・ルイ・セルト                                  | スペイン                         |
| 1982年 | ロマルド・ジョゴラ                                  | イタリア オーストラリア          |
| 1983年 | ナサニエル・A・オーウィングス                       | アメリカ合衆国                   |
| 1984年 | 該当者なし                                          | 該当者なし                       |
| 1985年 | ウィリアム・ウェイン・コーディル                    | アメリカ合衆国                   |
| 1986年 | アーサー・エリクソン                                | カナダ                           |
| 1987年 | 該当者なし                                          | 該当者なし                       |
| 1988年 | 該当者なし                                          | 該当者なし                       |
| 1989年 | ジョセフ・イシュリック                              | アメリカ合衆国                   |
| 1990年 | E・フェイ・ジョーンズ                               | アメリカ合衆国                   |
| 1991年 | チャールズ・ムーア                                  | アメリカ合衆国                   |
| 1992年 | ベンジャミン・トンプソン                            | アメリカ合衆国                   |
| 1993年 | ケヴィン・ローチ                                    | アメリカ合衆国                   |
| 1994年 | ノーマン・フォスター                                | イギリス                         |
| 1995年 | シーザー・ペリ                                      | アメリカ合衆国                   |
| 1996年 | 該当者なし                                          | 該当者なし                       |
| 1997年 | リチャード・マイヤー                                | アメリカ合衆国                   |
| 1998年 | 該当者なし                                          | 該当者なし                       |
| 1999年 | フランク・ゲーリー                                  | カナダ アメリカ合衆国            |
| 2000年 | リカルド・レゴレッタ                                | メキシコ                         |
| 2001年 | マイケル・グレイヴス                                | アメリカ合衆国                   |
| 2002年 | 安藤忠雄                                            | 日本                             |
| 2003年 | 該当者なし                                          | 該当者なし                       |
| 2004年 | サミュエル・モクビー                                | アメリカ合衆国                   |
| 2005年 | サンティアゴ・カラトラバ                            | スペイン                         |
| 2006年 | アントワン・プレドック                              | アメリカ合衆国                   |
| 2007年 | エドワード・ララビー・バーンズ                      | アメリカ合衆国                   |
| 2008年 | レンゾ・ピアノ                                      | イタリア                         |
| 2009年 | グレン・マーカット                                  | オーストラリア                   |
| 2010年 | ピーター・ボーリン                                  | アメリカ合衆国                   |
| 2011年 | 槇文彦                                              | 日本                             |
| 2012年 | スティーヴン・ホール                                | アメリカ合衆国                   |
| 2013年 | トム・メイン                                        | アメリカ合衆国                   |
| 2014年 | ジュリア・モーガン                                  | アメリカ合衆国                   |
| 2015年 | モシェ・サファディ                                  | イスラエル カナダ アメリカ合衆国 |
| 2016年 | デニス・スコット・ブラウン ロバート・ヴェンチューリ | アメリカ合衆国                   |
| 2017年 | ポール・ウィリアムズ                                | アメリカ合衆国                   |
| 2018年 | ジェームス・ポルシェック                            | アメリカ合衆国                   |
| 2019年 | リチャード・ロジャース                              | イギリス                         |
| 2020年 | マーロン・ブラックウェル                            | アメリカ合衆国                   |
| 2021年 | エドワード・マズリア                                | アメリカ合衆国                   |
| 2022年 | アンジェラ・ブルックス ローレンス・スカルパ         | アメリカ合衆国                   |
| 2023年 | キャロル・ロス・バーニー                            | アメリカ合衆国                   |
| 2024年 | デイヴィッド・レイク (建築家)                       | アメリカ合衆国                   |